# غيس هول
غيس هول (بالإنجليزية: Gus Hall) 1910 - 2000

## تعريف
كان زعيم الحزب الشيوعي الأمريكي، وقد رشحه الحزب اربع مرات لرائاسة الولايات المتحدة الأمريكية، ولد في الثامن من تشرين الأول عام 1910، انتسب إلى الحزب الشيوعي الأمريكي عام 1927 ،و في عام 1935 تزوج من إليزابيث ترنر وله منها ولدان، وتوفي في الثالث عشر من تشرين الأول عام 2000.

## حياته السياسية
انتسب للحزب الشيوعي الأمريكي عام 1927, وفي عام 1931 أوفد إلى الاتحاد السوفيتي ليدرس لمدة سنتين في معهد لينين، عاد للولايات المتحدة ليكون من مؤسسي الشبيبة الشيوعية المنظمة الرديفة للحزب الشيوعي الأمريكي، اعتقل المرة الأولى عام 1937، كان معروف بتمسكه باسس الماركسية اللينينية، ودافع عن ستالين في الاتحاد السوفيتي أثناء حكم خراتشوف

## روابط خارجية
- غيس هول على موقع الموسوعة البريطانية (الإنجليزية)
- غيس هول على موقع إن إن دي بي (الإنجليزية)